# Emma Terho
Emma Kristina Terho, nata Laaksonen (Washington, 17 dicembre 1981), è una hockeista su ghiaccio finlandese.

## Palmarès

### Olimpiadi
- Bronzo a Nagano 1998.
- Bronzo a Vancouver 2010.